# 高雪轮
高雪轮（学名：Silene armeria）是石竹科蝇子草属的植物。分布于欧洲以及中国大陆的四川、重庆、湖北、福建、海南等地，目前尚未由人工引种栽培。

## 别名
钟石竹（中国种子植物分类学）